# Свети Георги и Света Богородица Утешение (Цигарево)
„Свети Георги и Света Богородица Утешение“ (на гръцки: Ιερό Ησυχαστήριο Αγίου Γεωργίου και Παναγίας της Παραμυθίας στο Άνυδρο) е православен женски манастир исихастирий в Егейска Македония, Гърция, част от Гумендженската, Боймишка и Ругуновска епархия на Цариградската патриаршия, управляван от Църквата на Гърция.

## География
Манастирът се намира в югоизточните склонове на планината Паяк (Пайко), над Гумендже (Гумениса), на няколко километра южно от село Рамна (Омало), на мястото на бившето село Цигарево (Анидро). Към исихастирия водят три пътя - един от Гумендже през Рамна, втори от Дамян и трети от Пилорик (Пендаплатанос). Южно от манастира се виждат руините на къщите на Цигарево.

## История
Манастирът е основан в 1990 година от монахиня Йоана Хадзика край съществуващата църква на Цигарево „Свети Георги“. Осветен е на 28 август 1991 г. от митрополит Амвросий Поленински и Кукушки. През септември същата година минава на подчинение на новооснованата Гумендженската, Боймишка и Ругуновска митрополия.

## Реликви
В манастира има мощи от Свети Рафаил, Света Олимпия, Апостол Филип, Света Параскева, Петте Мъченици (Евгений, Евстратий, Мардарий, Орест, Авксентий), кожата на Свети мъченик Кирик, мощи на Света Екатерина, Свети Йоаким Ватопедски, светци от манастира Хозева, младенците от Витлеем, Свети Игнатий Метимнийски, Свети Йоан Колибар, Свети Методий и Свети Георги.

## Църкви и параклиси
Католиконът „Света Богородица Утешение“ е атонски тип с куполи. Има резбован иконостас. Храмът е изписан от Христос Карапалис, а преносимите икони са дело на монахините.
Северно от католикона е малката църква на Цигарево „Свети Георги“, изградена според Николаос Муцопулос вероятно в XIX век, която е пръв католикон на манастира.
На север от входа е параклисът „Свети Архангели и Свети Теодор Тирон и Теодор Стратилат“. Вдясно от площадчето е параклисът „Свети Николай и Свети Пантелеймон“, а вляво параклисът „Свети Мироносци и Свети Киприан и Юстин“. Югоизточно от католикона е малката църквичка „Свети Онуфрий“, югозападно е параклисът „Свети Сава“. Вдясно извън главната порта на манастира е париклисът „Възкресение Христово и Свети Харалампий“, а вляво – „Свети Лука Кримски“.